# هاري شيرر
هاري يوليوس شيرر (بالإنجليزية: Harry Shearer)‏ (من مواليد 23 ديسمبر 1943) هو ممثل كوميدي، وكاتب، وممثل أصوات، وموسيقي، ومخرج، ومذيع إذاعي أمريكي.

## وصلات خارجية
- هاري شيرر على موقع IMDb (الإنجليزية)
- هاري شيرر على موقع روتن توميتوز (الإنجليزية)
- هاري شيرر على موقع قاعدة بيانات الأفلام العربية
- هاري شيرر على موقع قاعدة بيانات الأفلام العربية
- هاري شيرر على موقع ألو سيني (الفرنسية)
- هاري شيرر على موقع ميوزك برينز (الإنجليزية)
- هاري شيرر على موقع تيرنر كلاسيك موفيز (الإنجليزية)
- هاري شيرر على موقع أول موفي (الإنجليزية)
- هاري شيرر على موقع قاعدة بيانات الأفلام السويدية (السويدية)
- هاري شيرر على موقع إن إن دي بي (الإنجليزية)
- الموقع الرسمي
- هاري شيرر في قاعدة بيانات الأفلام على الإنترنت.